# Нойнер, Ангелика
Ангелика Нойнер (нем. Angelika Neuner, 23 декабря 1969, Инсбрук, Австрия) — австрийская саночница, выступавшая за сборную Австрии с 1987 по 2002 год. Принимала участие в четырёх зимних Олимпийских играх, на играх 1992 года в Альбервиле выиграла серебро, в то время как на соревнованиях 1998 года в Нагано, выступая в программе женских одиночных заездов, добилась бронзовой медали. Завершила карьеру профессиональной спортсменки сразу после Олимпийских игр 2002 года в Солт-Лейк-Сити, на церемонии открытия которых несла знамя национальной команды.
Ангелика Нойнер является обладательницей шести наград чемпионатов мира, в её послужном списке две золотые медали (смешанные команды: 1996, 1997), одна серебряная (смешанные команды: 1993) и три бронзовые (одиночные заезды: 1997; смешанные команды: 1995, 2000). Спортсменка дважды удостаивалась бронзовых наград чемпионата Европы, в 1996 году она заняла третье место в программе женских одиночные заездов, в 2002 году — в составе смешанной команды. Лучший результат на Кубке мира показала в сезоне 1996—1997, поднявшись в общем зачёте до второй позиции.
Приходится старшей сестрой не менее знаменитой саночнице Дорис Нойнер, которая в этом виде спорта добилась звания олимпийской чемпионки.